# 1729

## Събития
- Излиза книгата Nova plantarum genera на италианския ботаник Пиер Антонио Микели (1679 – 1737), в която за първи път има описания на гъби.

## Родени
- 12 януари – Едмънд Бърк, британски политик и философ
- 22 януари – Готхолд Ефраим Лесинг, немски писател и драматург
- 2 май – Екатерина II, императрица на Русия
- 4 септември – Луи, дофин на Франция
- 11 ноември – Луи Антоан дьо Бугенвил, френски изследовател